# 南アルプス市
南アルプス市（みなみアルプスし）は、山梨県の西部、国中地方に位置する市。

## 概要
山梨県内の自治体としては最西端にあたる。人口は69,769人。2014年4月には、市内全域が南アルプスユネスコエコパークに登録されている。

### 地名について

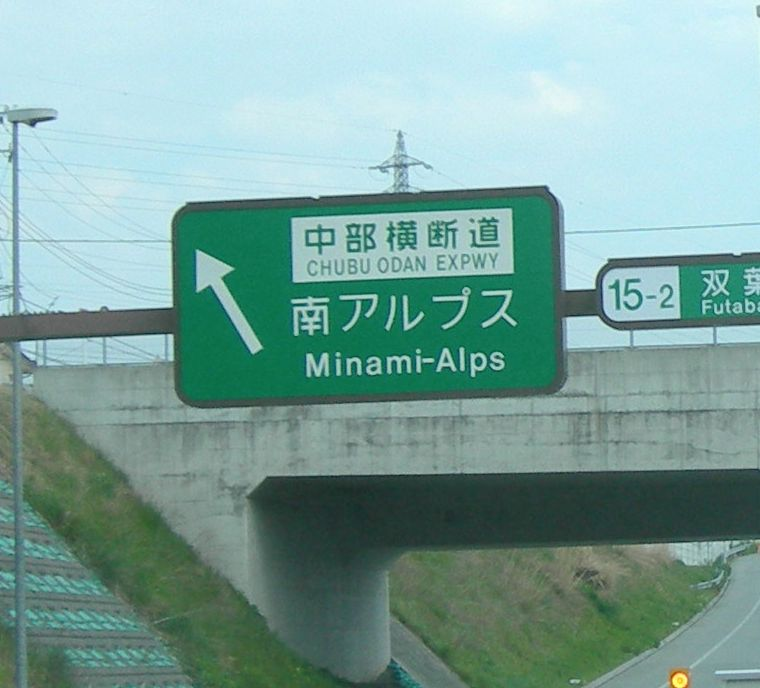
中央自動車道双葉JCTにおけるローマ字と英語の組み合わせによる市名の表記

南アルプス市という名称は、一般公募の結果で、合併協議会の委員65名の投票によって2002年（平成14年）に決定されたものである。しかしこの公募は県外在住者の投票も可能であり、住民の民意を正確に反映したものとは言い難かった。公募結果についても南アルプス市が1位だったものの、字違いの「巨摩野」や「こまの」を合わせれば次点の「こま野」市が逆転するなど南アルプス市が完全に優勢というわけではなかった。そのため当時から住民投票を求める声が高かったが、合併協議会は公募結果を重視する姿勢を崩さなかった。また合併前の仮称の1つとして「峡西市」も存在した。
市名にカタカナを使用しているのはコザ市（現・沖縄市）に続いて2番目であり、外来語を使用した市名は日本初である。
なお、道路標識等における英字表記は、「南」としてローマ字（訓令式ないしヘボン式）の「Minami」を用い、「アルプス」のほうには語源であるアルプス山脈の英語表記である「Alps」を用いたもので、全体で日本語のローマ字と英語が混在する「Minami-Alps City」である。山梨県ローカルの報道では略して「南ア市」と表記する場合もある。
中心部からは比較的離れているものの、市名の由来となった南アルプス（赤石山脈）は市の西部を縦断している。国内第2位の標高をもつ北岳 (3,193m) が市域に含まれている。

## 地理

### 位置
市域は甲府盆地の西部にあり、東側の平坦部と西側の山間部に大きく二分される。 
平坦部
釜無川に注ぐ御勅使川の氾濫によって形成された国内最大級の扇状地、御勅使川扇状地が大部分を占める。扇状地の上部にかけての緩やかな傾斜地は、桃源郷と呼ばれた旧白根町をはじめ、現在はモモ、サクランボなどの広大な果樹地帯であるが、古くは桑畑の広がる養蚕地帯でもあった。「原七郷」と呼ばれたこの地域は、地下水位が深く地表にも川がないことから「月夜にも灼ける」といわれる旱魃地帯であった。そこで南アルプスの野呂川の水を引いて来て利用しようという計画がまことしやかに語られ、到底無理なことを指して「野呂川ばなし」とも言われる始末であった。飲み水のほか農業用水にも乏しく、江戸時代に築かれた徳島堰をはじめ灌漑用水が整備され、現在まで利用されている。 
一方、釜無川沿いの東部は盆地の低地部特有の氾濫原で、扇状地の末端では湧水が多く見られるなど水には恵まれ、水田やビニールハウスの広がる田園地帯となっている。反面、市の南部、五明（ごめい）地区、南湖（なんご）地区では、滝沢川、坪川の2水系を主とする中小の河川が一部で天井川を形成し、歴史的にも「曇って三寸」（雨降りどころか曇でも三寸の水が溢れる）と言われてきた洪水の常襲地帯である。河川改修が進んだ現在でも、合流地点では天井川の下を別の川が流れるなど、多くの河川が複雑に入り組んで釜無川に合流しており、大雨の際には浸水被害を生じることが多い。
山間部
国内第2位の標高3,193mの北岳を筆頭に、間ノ岳、仙丈ヶ岳など南アルプス（赤石山脈）北部の3,000m級の高峰、名峰が連なる。北岳の固有種であるキタダケソウをはじめ豊富な高山植物やライチョウなど貴重な自然が残る。北岳への登山者の拠点となる広河原や、仙丈ケ岳・甲斐駒ヶ岳方面への入口である北沢峠には、冬期閉鎖期間以外にもマイカー規制が敷かれ、通行の安全と自然保護を図っている。また、途中の夜叉神峠は、鳳凰三山へのルートであるほか、徒歩片道約1時間余で北岳・間ノ岳・農鳥岳の白峰三山が一望できる絶景ポイントとして知られている。 
なお、北岳の標高は長い間3,192mとされてきたが、2004年に国土地理院の調査で、従来の三等三角点「白根岳」の南南西約28mの岩盤上で約80cm高い地点が確認され、三角点が設置された明治37年以来102年ぶりに標高が改訂され、3,193.2mとなった。
これら、南アルプス本体の東側（市街地から見て手前）に標高2,052mの櫛形山があり、山頂付近に東洋一の規模といわれるアヤメ群落が自生することで有名である（ただし、近年はシカの食害などにより株数が激減しているとされる。）ほか、人造湖の伊奈ヶ湖が自然公園として整備されている。これらの前衛の山が高くそびえるため、南アルプス本体の山容は市内の市街地からは殆ど見えず、一部地区で頂上部分が望めるだけである。しかし、市内でも場所によっては四方に富士山・南アルプス・八ヶ岳・秩父山系など甲府盆地を取り巻く山々を一望にすることができる。

### 地形

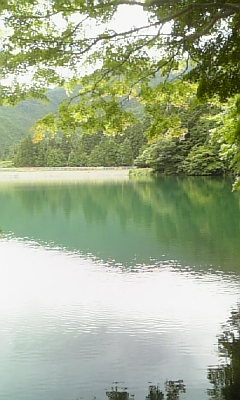
南伊奈ヶ湖

#### 山地
主な山
- 北岳
- 間ノ岳
- 仙丈ケ岳
- 観音岳
- 薬師岳
- アサヨ峰
- 小太郎山
- 千頭星山
- 櫛形山

#### 河川
主な川
- 釜無川
- 御勅使川
- 滝沢川
- 坪川
- 秋山川

#### 湖沼
主な湖
- 伊奈ヶ湖（南伊奈ヶ湖、北伊奈ヶ湖）

### 人口
| |                                              |  |
| 南アルプス市と全国の年齢別人口分布（2005年） | 南アルプス市の年齢・男女別人口分布（2005年） |  |
| ■紫色 ― 南アルプス市 ■緑色 ― 日本全国 | ■青色 ― 男性 ■赤色 ― 女性                    |  |
| 南アルプス市（に相当する地域）の人口の推移 \| 1970年（昭和45年） \| 51,318人 \| \| \| 1975年（昭和50年） \| 51,689人 \| \| \| 1980年（昭和55年） \| 54,123人 \| \| \| 1985年（昭和60年） \| 58,298人 \| \| \| 1990年（平成2年） \| 62,351人 \| \| \| 1995年（平成7年） \| 67,504人 \| \| \| 2000年（平成12年） \| 70,116人 \| \| \| 2005年（平成17年） \| 72,055人 \| \| \| 2010年（平成22年） \| 72,635人 \| \| \| 2015年（平成27年） \| 70,828人 \| \| \| 2020年（令和2年） \| 69,459人 \| \| |                                              |  |
| 総務省統計局 国勢調査より |                                              |  |
| 1970年（昭和45年） | 51,318人                                     |  |
| 1975年（昭和50年） | 51,689人                                     |  |
| 1980年（昭和55年） | 54,123人                                     |  |
| 1985年（昭和60年） | 58,298人                                     |  |
| 1990年（平成2年） | 62,351人                                     |  |
| 1995年（平成7年） | 67,504人                                     |  |
| 2000年（平成12年） | 70,116人                                     |  |
| 2005年（平成17年） | 72,055人                                     |  |
| 2010年（平成22年） | 72,635人                                     |  |
| 2015年（平成27年） | 70,828人                                     |  |
| 2020年（令和2年） | 69,459人                                     |  |

### 隣接自治体・行政区
山梨県
- 韮崎市
- 北杜市
- 甲斐市
- 中央市
- 西八代郡市川三郷町
- 南巨摩郡富士川町、早川町
- 中巨摩郡昭和町

長野県
- 伊那市

静岡県
- 静岡市（葵区）

## 歴史

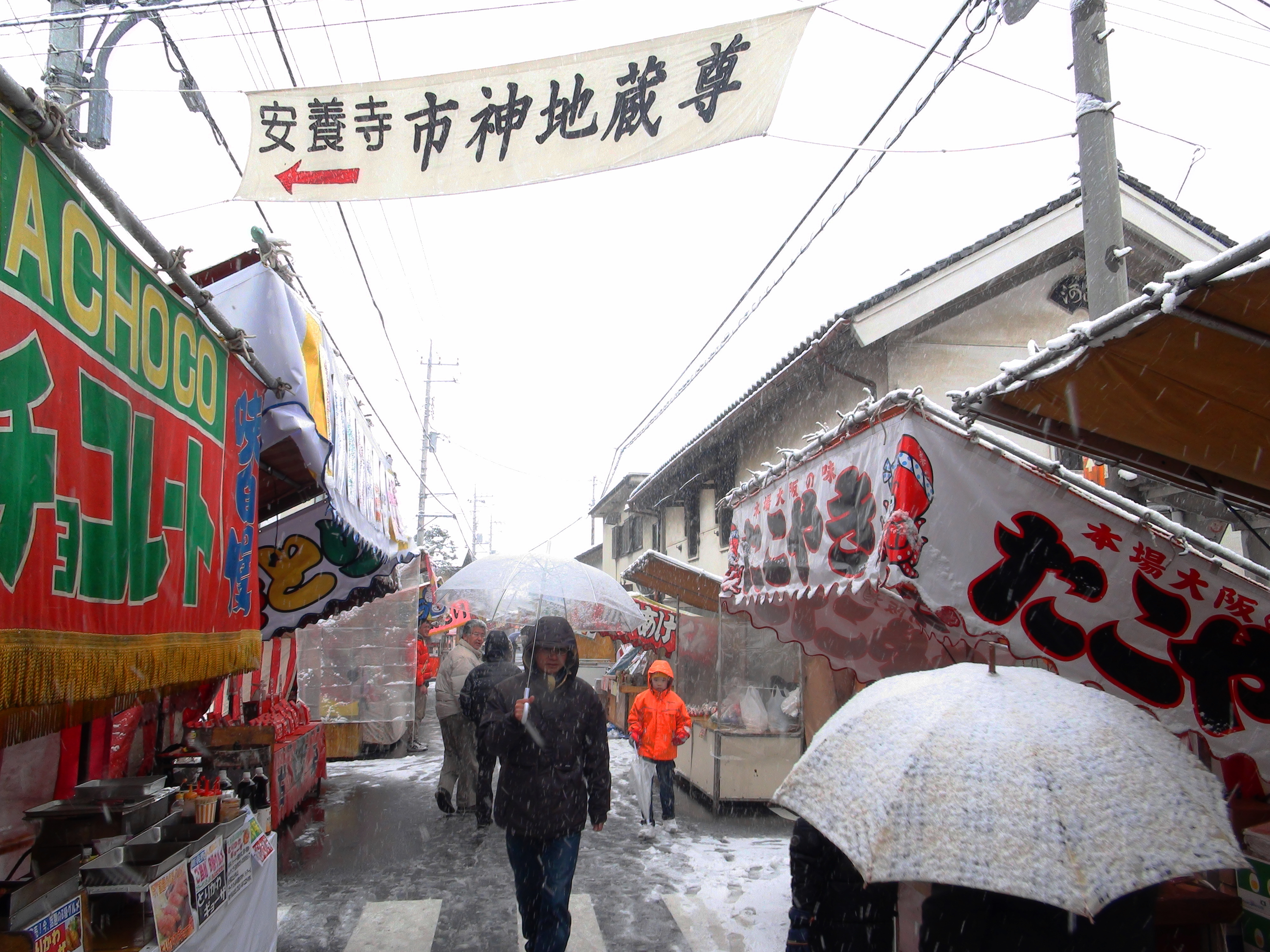
十日市祭り（2011年2月11日撮影）

### 古代
古代には官牧があり、甲斐源氏の勢力基盤にもなった。

### 中世
中世には庄園化し、巨麻郡加賀美庄に拠った加賀美遠光や、その子小笠原長清らの一族が居を構えた源氏ゆかりの地である。
遠光は源頼朝の重臣として仕え、その館跡は加賀美の法善寺、長清の館跡は市立小笠原小学校の敷地となっている。
後に奥州の大名となる南部氏の祖南部光行も遠光の子であるほか、巨摩郡大井荘を本拠とした国人・大井氏からは、武田信虎の妻で武田信玄の生母・大井夫人が出ている。

### 近世
市南部の荊沢宿は、江戸時代から始まった富士川舟運の陸路の宿場町として旅人で賑わった。
市域を南北に縦断していた駿信往還は現在の国道52号線となり、街道沿いには荊沢のほか小笠原・倉庫町などの商店街が栄えたほか、毎年2月には江戸時代の物々交換に端を発した「十日市」が現在も盛大に行われるなど、活発な流通が行われた往時の面影を残している。

### 近代
1932年（昭和7年）12月27日には甲府市の甲府駅前駅と隣接する増穂町（現・富士川町）甲斐青柳駅を結ぶ甲府電車軌道線が開通しており、現在の南アルプス市の内、白根・櫛形・甲西の3地区を逆L字型に結んでいたが戦後の1962年3月22日に山梨交通電車線として廃止された。
以来市域にあたる地域には鉄道が存在せず、南アルプス市成立直後にはこの路線の復活構想が一部で唱えられ、地元テレビ局ではそれを扱った番組を放送した事もあったが今では立ち消えとなっている。

### 現代
山梨県と関係の深い戦後の首相である石橋湛山も少年期を鏡中條の長遠寺で過ごしており、石橋ゆかりの品が残されている。
釜無川の氾濫原や水利に乏しく定住困難な地域が多いため考古遺跡の分布は少ないが、近年の開発で鋳物師屋遺跡（縄文時代中期）や物見塚古墳（5世紀初頭の前方後円墳）をはじめ注目される考古遺物が各所から出土している。近年では第二次世界大戦中の戦争遺跡として、第2立川航空隊の飛行場として計画・建造された「ロタコ」の遺構の発掘が行われた。
山岳地帯への玄関口である芦安地区は、ほぼ全域が山間部であり、市内の他の地域とは異なる様相で発展してきた。様々な森林資源に恵まれ、古くは江戸城建築にも木材を供給した林業の地であった。木材運搬のため芦安村（現・芦安地区）と早川町奈良田を結ぶトロッコ列車も存在したほか大正時代には鉱山の町になり1914年には芦安鉱山が開鉱して、終戦後まで銅、金などを産出した。ピーク時には小学校の分校も置かれるなどして栄えた。現在、同地区では観光が主な産業となりペンションや旅館のある温泉街となっている。2003年3月21日には南アルプス芦安山岳館が開館し、山とともにあった歴史を伝承・発信している。
南アルプス市誕生直後の一時期、人口が少ないにもかかわらず在任特例により95人もの市議会議員を擁し、マンモス議会と呼ばれ住民の批判にさらされた。これらを受けて、2004年（平成16年）10月28日の議会で自主解散決議を賛成多数で議決し、翌11月の選挙で定数28人に改選された。

### 沿革
平成
- 2003年（平成15年）4月1日 - 中巨摩郡櫛形町・若草町・白根町・甲西町・八田村・芦安村が合併して発足。

市庁舎は旧櫛形町役場に置かれた。

## 行政

### 市長
- 市長：金丸一元（2015年4月27日就任、3期目[5]）

歴代市長
| 代   | 氏名     | 就任年月日    | 退任年月日    | 備考                         |
| ---- | -------- | ------------- | ------------- | ---------------------------- |
| 初代 | 石川豊   | 2003年4月27日 | 2007年4月26日 | 旧櫛形町長、元山梨県出納長   |
| 2代  | 今沢忠文 | 2007年4月27日 | 2011年4月26日 | 旧甲西町長、元山梨県議会議員 |
| 3代  | 中込博文 | 2011年4月27日 | 2015年4月26日 | 元山梨県議会議員             |
| 4代  | 金丸一元 | 2015年4月27日 | 現職          |                              |

## 議会

### 県議会
- 選挙区：南アルプス市選挙区
- 定数：3人
- 任期：2019年4月30日 - 2023年4月29日
- 投票日：2019年4月7日
- 当日有権者数：58,720人
- 投票率：47.14％

| 候補者名   | 当落 | 年齢 | 所属党派   | 新旧別 | 得票数  |
| ---------- | ---- | ---- | ---------- | ------ | ------- |
| 桜本広樹   | 当   | 57   | 自由民主党 | 現     | 9,782票 |
| 藤本好彦   | 当   | 39   | 無所属     | 新     | 6,952票 |
| 久保田松幸 | 当   | 68   | 無所属     | 現     | 6,654票 |
| 五十嵐有子 | 落   | 63   | 無所属     | 新     | 3,962票 |

### 衆議院
- 選挙区：山梨1区（甲府市、韮崎市、南アルプス市、北杜市、甲斐市、中央市、西八代郡、南巨摩郡、中巨摩郡）
- 任期：2021年10月31日 - 2025年10月30日
- 投票日：2021年10月31日
- 当日有権者数：424,441人
- 投票率：59.49％

| 当落 | 候補者名 | 年齢 | 所属党派                            | 新旧別 | 得票数    | 重複 |
| ---- | -------- | ---- | ----------------------------------- | ------ | --------- | ---- |
| 当   | 中谷真一 | 45   | 自由民主党                          | 前     | 125,325票 | ○    |
| 比当 | 中島克仁 | 54   | 立憲民主党                          | 前     | 118,223票 | ○    |
|      | 辺見信介 | 57   | NHKと裁判してる党弁護士法72条違反で | 新     | 4,826票   |      |

## 地区

### 櫛形地区
- あやめが丘（あやめがおか）
- 上野（うえの）
- 小笠原（おがさはら）：仲町（なかまち）
- 上市之瀬（かみいちのせ）
- 上今井（かみいまい）：神明下（しんめいした）
- 上宮地（かみみやじ）：久保（くぼ）、菖蒲沢（しょうぶざわ）、神明（しんめい）、田頭（たがしら）、南条（みなみじょう）
- 曲輪田（くるわだ）：西田（にしだ）
- 沢登（さわのぼり）：七ツ内（ななつうち）

- 下市之瀬（しもいちのせ）：狐塚（きつねづか）、横道（よこみち）、横道下（よこみちした）
- 十五所（じゅうごしょ）：西原（にしはら）
- 高尾（たかお）
- 中野（なかの）：神戸（ごうど）
- 平岡（ひらおか）
- 桃園（ももその）：西原（にしはら）、東畑（ひがしはた）
- 山寺（やまでら）：久保（くぼ）、野田（のだ）
- 吉田（よしだ）

### 甲西地区
- 秋山（あきやま）
- 鮎沢（あゆざわ）：北桜井（きたさくらい）、北之宮（きたのみや）、久保田（くぼた）、土井（どい）、村東（むらひがし）、前田（まえだ）、水上（みずかみ）、南桜井（みなみさくらい）、村後（むらうしろ）、村内（むらうち）、村西（むらにし）、横町（よこちょう）
- 和泉（いずみ）：滝西（たきにし）、出道（でみち）、時田（ときだ）、的場（まとば）、屋舗（やほ）
- 江原（えばら）：起田（おきだ）、久保沢（くぼさわ）、中河原（なかがはら）、西山伏塚（にしやまぶしづか）、堀込（ほりごめ）、宮之前（みやのまえ）、向河原（むかがはら）、山伏塚（やまぶしづか）

- 川上（かわかみ）：榎田（えのきだ）、〆木（しめぎ）、西畑（にしはた）、柳添（やなぎぞえ）
- 清水（しみず）：入田（いりだ）、川原田（かわらだ）、清水田（しみずだ）、西川（にしかわ）、幅下（はばした）
- 下宮地（しもみやじ）：古非室（こひむろ）、滝沢通（たきざわどおり）、本郷（ほんごう）、御崎前（みさきまえ）、三輪南（みわみなみ）、村前（むらまえ）
- 落合（おちあい）：芦原（あしはら）、神明（しんめい）、大明神（だいみょうじん）、天神（てんじん）、道林（どうりん）、六ツ長（むつおさ）、村北（むらきた）、村前（むらまえ）、吉野（よしの）

- 大師（だいし）：中大師（なかだいし）、西小路（にしこうじ）、東川（ひがしかわ）、東丹保（ひがしたんぼ）
- 高田新田（たかだしんでん）
- 田島（たじま）：油田（あぶらだ）、居村（いむら）、北河原（きたがわら）、小坪（こつぼ）、古屋敷（こやしき）、桜井（さくらい）、大小川（だいしょうがわ）、天神河原（てんじんがわら）、中川田（なかがわだ）
- 塚原（つかはら）
- 戸田（とだ）：沖田（おきだ）、上戸田（かみとだ）、蔵ノ前（くらのまえ）、中戸田（なかとだ）
- 西南湖（にしなんご）：内乗（うちのり）、沖田（おきだ）、折戸（おりど）、上河原（かみがはら）、天神（てんじん）、時田（ときだ）、西河原（にしがはら）、番屋（ばんや）

- 荊沢（ばらざわ）：井頭（いがしら）、裏地（うらじ）、榎田（えのきだ）、北小路屋（きたこうじや）、土井北（どいきた）、東裏（ひがしうら）、東沼（ひがしぬま）、東荊沢（ひがしばらざわ）、一ツ長（ひとつおさ）、南小路屋（みなみこうじや）、屋敷（やしき）、屋敷添（やしきぞえ）
- 東南湖（ひがしなんご）：番屋（ばんや）
- 古市場（ふるいちば）：海道場（かいどうば）、角屋敷（すみやしき）、住吉（すみよし）、東小沢（ひがしこざわ）、松葉（まつば）、宮東（みやひがし）、山之神（やまのかみ）
- 宮沢（みやざわ）：権現堂（ごんげんどう）、西宮沢（にしみやざわ）、東宮沢（ひがしみやざわ）、南宮沢（みなみみやざわ）
- 湯沢（ゆざわ）

### 白根地区
- 有野（ありの）
- 飯野（いいの）：上宿端（かみしゅくばた）、下飯野（しもいいの）
- 飯野新田（いいのしんでん）
- 上八田（うえはった）：下村（しもむら）、中沢（なかざわ）、西新居（にしあらい）
- 大嵐（おおあらし）
- 上今諏訪（かみいますわ）

- 曲輪田新田（くるわだしんでん）
- 駒場（こまば）
- 在家塚（ざいけつか）：北村（きたむら）、中村（なかむら）、福島（ふくしま）
- 塩前（しおのまえ）：塩沢東（しおざわひがし）
- 下今諏訪（しもいますわ）
- 須澤（すさわ）

- 築山（つくやま）：築山新田（つくやましんでん）
- 百々（どうどう）：新町（しんまち）、中村（なかむら）、林久保（はやしくぼ）、東新居（ひがしあらい）、宮内（みやうち）
- 西野（にしの）：池之端（いけのはた）、椚（くぬぎ）、中村（なかむら）、巻屋（まきや）

### 若草地区
- 浅原（あさばら）：覚頭（がくとう）、中河原（なかがわら）、明神島（みょうじんじま）
- 加賀美（かがみ）：石原田（いしはらだ）、伊勢前（いせのまえ）、一丁田（いっちょうだ）、牛取（うしとり）、鶉土（うずらど）、押切（おしぎり）、押越（おしこし）、北河原（きたがわら）、京免（きょうめん）、古河原（こがわら）、ゴリ洗（ごりあらい）、沢之神（さわのかみ）、舎中（しゃちゅう）、尻上（しりあげ）、十二枚（じゅうにまい）、堰下（せぎした）、鎮守（ちんじゅ）、塔中（とうちゅう）、土橋（どばし）、中河原（なかがわら）、流間（ながれま）、西小柳（にしこやなぎ）、西前田（にしまえだ）、藏西（くらにし）、垈原（ぬたはら）、八反（はったん）、八丁（はっちょう）、東小柳（ひがしこやなぎ）、東前田（ひがしまえだ）、町屋（まちや）、六串（むくし）、餅田（もちだ）、山之神（やまのかみ）、山伏（やまぶし）、山宮地（やまみやじ）、吉原（よしはら）

- 鏡中條（かがみなかじょう）：上の切（かみのきり）、蔵入（くらいり）、将監（しょうげん）、新地（しんち）、反田（そりだ）、中河原（なかがわら）、中の切（なかのきり）、八幡（はちまん）、八幡下（はちまんした）、御崎（みさき）、村北（むらきた）、村東（むらひがし）
- 下今井（しもいまい）：久保の内（くぼのうち）
- 寺部（てらべ）：今井前（丙）（いまいまえ）、中西（甲・乙）（なかにし）、御崎（甲～丙）（みさき）、南前（甲・乙）（みなみのまえ）、宮前（みやのまえ）、村附（甲～丁）（むらつき）
- 藤田（とうだ）：臼土井（うすどい）、蹴出（けだし）、丁向（ちょうこう）、鶴松（つるまつ）、殿田（とんだ）、双柳（なみい）、橋詰（はしづめ）、八丁（はっちょう）、宮東（みやひがし）、村東（むらひがし）

- 十日市場（とおかいちば）：新居道上（あらいみちうえ）、新居道下（あらいみちした）、大井田（おおいだ）、鍛治屋敷（甲・乙）（かじやしき）、久保田（くぼた）、西村前（にしむらまえ）、二本柳（にほんやなぎ）、東前田（ひがしまえだ）、前田道下（まえだみちした）、溝呂木道上（みぞろぎみちうえ）、溝呂木道下（みぞろぎみちした）、向（むかい）、屋敷前（やしきまえ）

### 芦安地区
- 芦安芦倉（あしやすあしくら）：新倉（あらくら）、大曽利（おおぞうり）、沓沢（くつざわ）、小曽利（こぞうり）、古屋敷（ふるやしき）
- 芦安安通（あしやすあんつう）：石等（せきとう）、日中平（にっちゅうだいら）

### 八田地区
- 榎原（えのきはら）
- 上高砂（かみたかすな）
- 下高砂（しもたかすな）
- 徳永（とくなが）

- 六科（むじな）：御崎（おさき）、新田（しんでん）
- 野牛島（やごしま）

## 施設

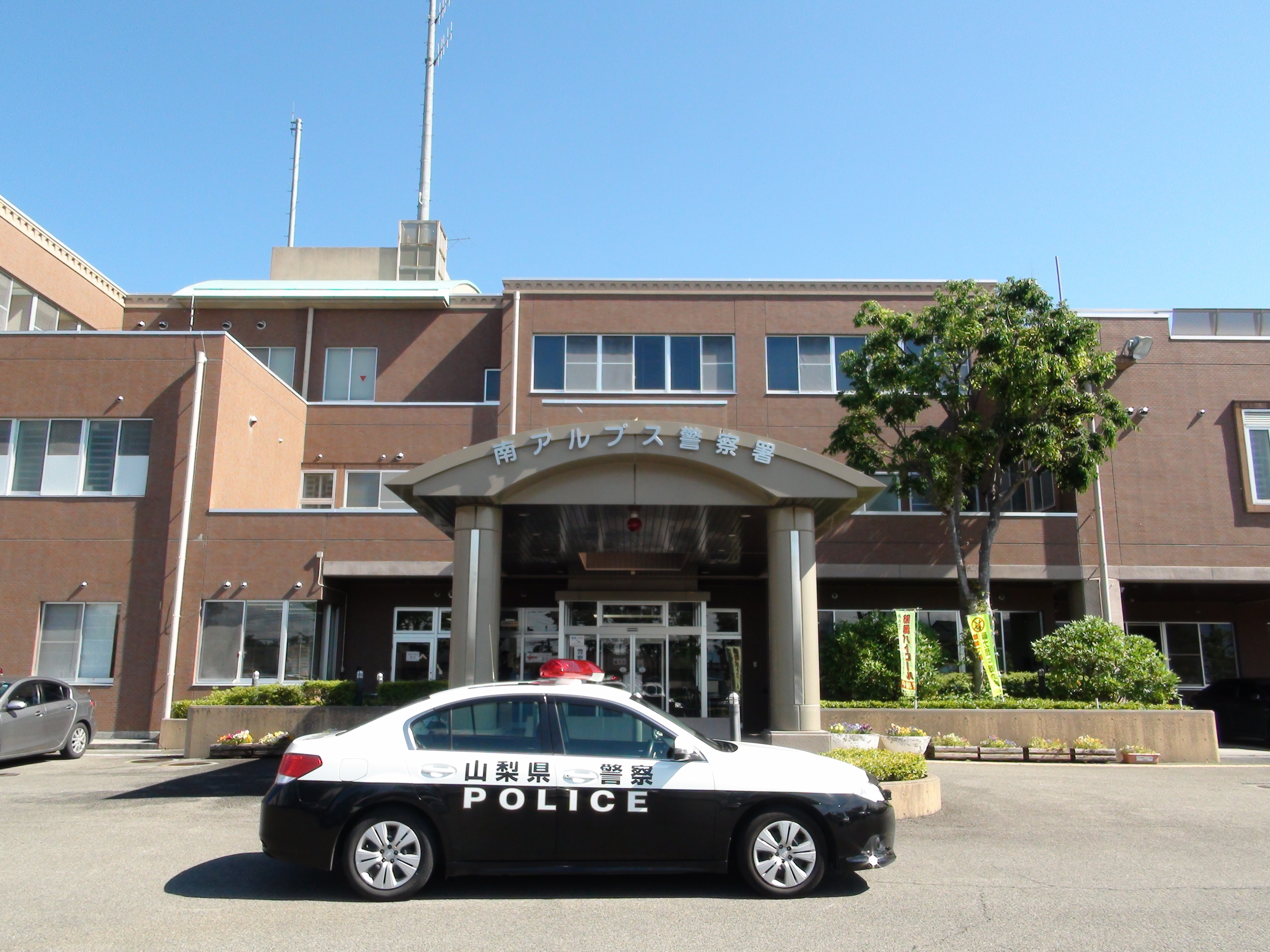
南アルプス警察署

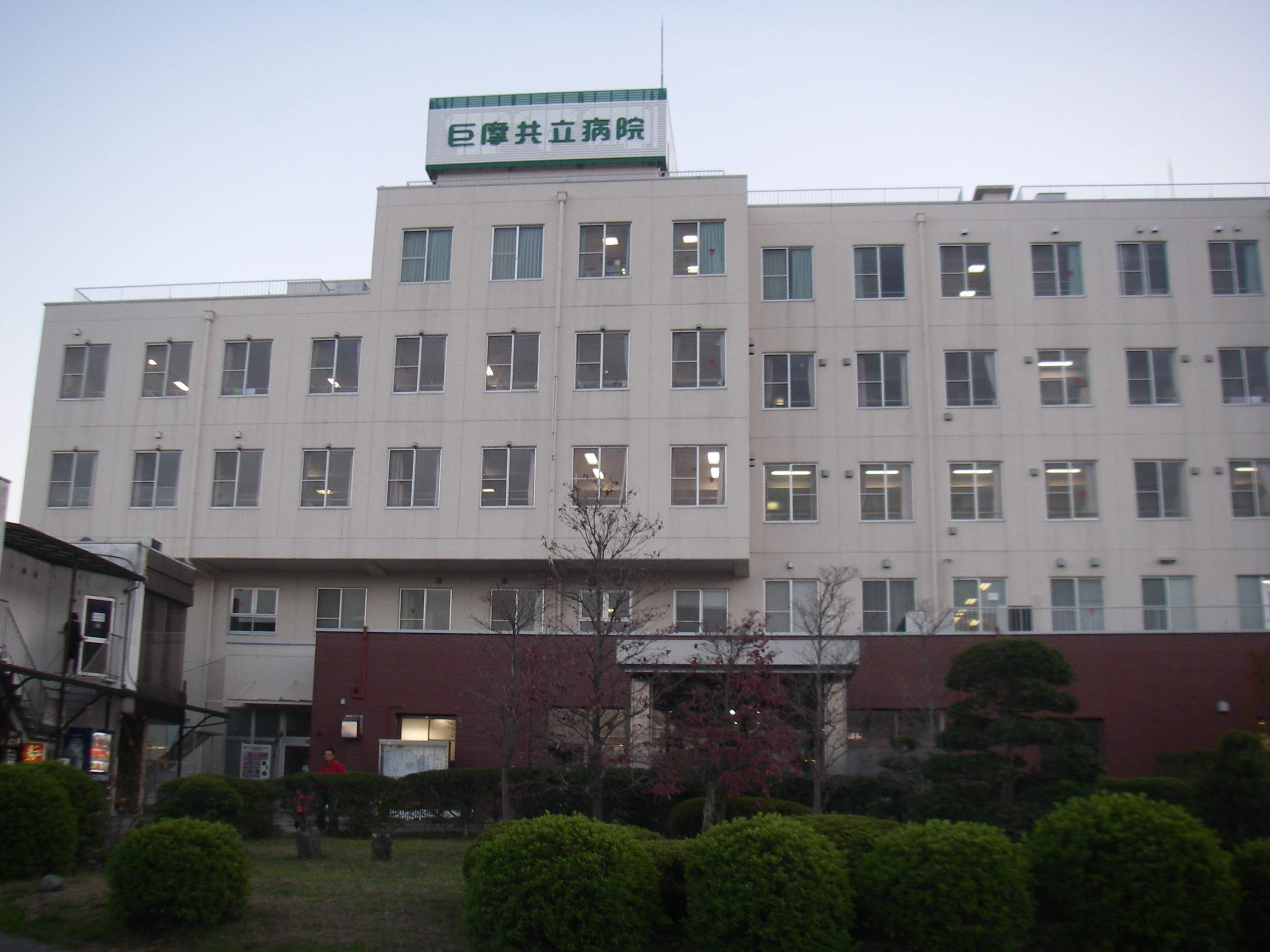
巨摩共立病院

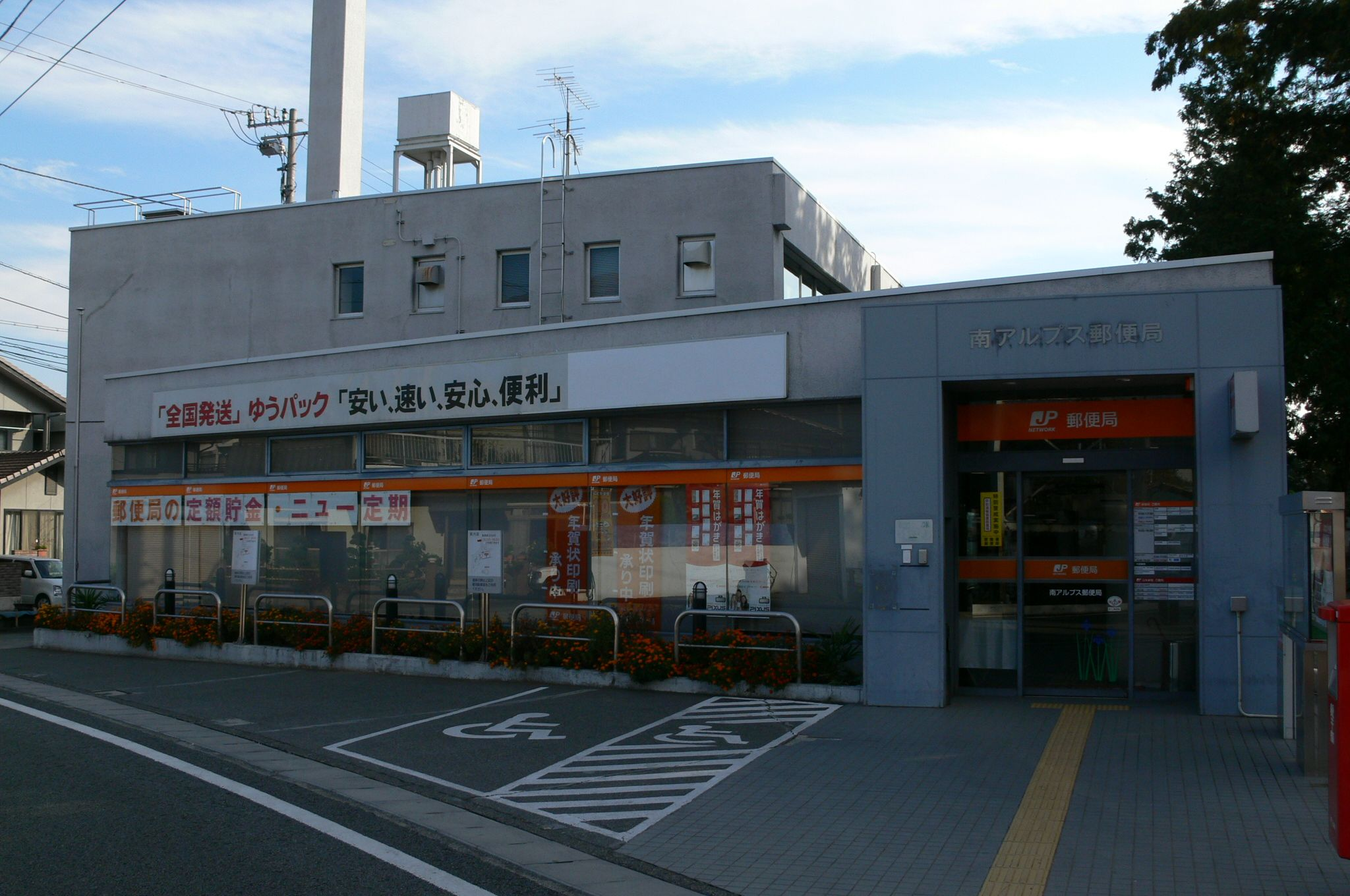
南アルプス郵便局

### 警察
警察署
- 山梨県南アルプス警察署

駐在所
- 小笠原駐在所
- 野之瀬駐在所
- 百田駐在所
- 源駐在所
- 今諏訪駐在所
- 巨摩駐在所
- 大井駐在所
- 南湖駐在所
- 落合駐在所
- 五明駐在所
- 若草駐在所
- 鏡中条駐在所
- 八田駐在所
- 芦安駐在所

運転免許試験場
- 山梨県総合交通センター

### 消防
本部
- 南アルプス市消防本部

消防署
- 南アルプス消防署（南アルプス市十五所1014）
  - 甲西分遣所（南アルプス市宮沢301-65）
- 八田消防署（南アルプス市六科1107-60）

### 医療
主な病院
- 巨摩共立病院

### 郵便局
主な郵便局
- 白根郵便局
- 南アルプス郵便局

### 図書館
主な図書館
- 南アルプス市立図書館
  - 南アルプス市立櫛形図書館
    - 南アルプス市立櫛形図書館芦安分館

  - 南アルプス市立白根桃源図書館
  - 南アルプス市立八田ふれあい図書館
  - 南アルプス市立わかくさ図書館
  - 南アルプス市立甲西図書館

## 対外関係

### 姉妹都市・提携都市

#### 海外
- マーシャルタウン市（アメリカ合衆国アイオワ州）
- ウインターセット市（アメリカ合衆国アイオワ州）
- クイーンビアン市（オーストラリア連邦ニューサウスウェールズ州）
- 都江堰市（中華人民共和国四川省）

#### 国内
- 津別町（北海道 オホーツク総合振興局 網走郡）
- 岩見沢市（北海道 空知総合振興局）
- 穴水町（中部地方 石川県 鳳珠郡 ）
- 小笠原村（関東地方 東京都 島嶼部）
- 荒川区（関東地方 東京都）

## 交通

### 鉄道
山梨県内で唯一、鉄道の通っていない市である。
鉄道を利用してのアクセスは、中央本線の塩崎駅、竜王駅（何れも甲斐市）、身延線小井川駅、東花輪駅（何れも中央市）、市川大門駅（市川三郷町）が最寄り駅となるが、これらの駅から直接南アルプス市内まで乗り入れるバス路線その他の交通機関が存在しない為、中央本線・身延線甲府駅または中央本線韮崎駅より山梨交通の路線バスを利用することになる。
過去には山梨交通の電車線が存在し、山梨交通バスの発祥路線でもあった。

### バス

#### 路線バス
- 櫛形・白根・甲西・若草地区（山梨交通）
  - [43]十五所経由　甲府駅 - 小笠原 - 追分 - フォレストモール富士川
  - [44]十五所経由　甲府駅 - 小笠原 - 青柳 - 鰍沢営業所
  - [46]十五所経由　甲府駅 - 小笠原 - 小笠原車庫
  - [49]十五所経由　甲府駅 - 小笠原 - 小笠原下仲町
  - [42]西野経由　県立中央病院 - 甲府駅 - 西野 - 小笠原 - 小笠原下仲町
  - [47]西野経由　甲府駅 - 西野 - 小笠原 - 青柳 - 鰍沢営業所（平日1往復運行）
  - [53]南湖経由　県立中央病院 - 甲府駅 - 浅原橋 - 青柳 - 鰍沢営業所
  - [45]High Schoolライナー　一高前 - 甲府昭和高校入口 - 小笠原 - 鰍沢営業所線（平日登下校時のみ運行）
- 八田・白根・芦安地区（山梨交通）
  - [34]県立中央病院経由　敷島営業所 - 甲府駅 - 信玄橋 - 六科（むじな） - 御勅使（みだい）
  - [39]甲府駅 - 信玄橋 - 六科（むじな） - 御勅使（みだい）
  - [35]大草経由　甲府駅 - 信玄橋 - 六科 - 韮崎駅
  - 甲府駅 - 六科 - 芦安 - 夜叉神トンネル - 広河原線（季節運転・快速便あり）

コミュニティバス
2015年10月1日より市内を巡回するコミュニティバス「南ぷすバス」の運行を開始した（山梨交通に運行委託）。市民以外も利用でき、年末年始以外は土曜・休日も含め毎日運行される。市内に乗り入れる高速バス・一般路線バスとの接続や、3,000円で利用できる1年間有効の「応援定期券」の販売などといった利便性が図られている。2016年10月1日に6コースへ再編されたのち、2017年6月に5コースへ集約し、2020年3月1日に6コースに増えて、現在に至っている。
また、一部区間は廃軌道区間を経由したり、運用車両には「ボロ電」と称されたデザインが施されたりするなど、山梨交通電車線時代の名残がうかがえるのも特徴である。
芦安線【1号車】
- 芦安 - 御勅使 - 白根支所 - 徳洲会病院 - 市立美術館

八田・白根線【2号車】
- 樹園 - 野牛島東 - 徳州会病院 -  曲輪田新田 - 南アルプス市役所北 - 市立美術館

若草・甲西線【3号車】
- 市立美術館 - （一部の便は東花輪駅） - やまなみの湯 - 甲西Aコープ - 高原病院 - 市立美術館

櫛形・白根線【4号車】
- 市立美術館 - 南アルプス市役所 - 曲輪田- 徳洲会病院 - 下今諏訪　-　市立美術館

八田・若草線【5号車】
- 竜王駅 - 免許センター - 白根高校 - 徳洲会病院 - 市立美術館 - 十五所 - 東花輪駅

八田・甲西線【6号車】
- 竜王駅 - 免許センター - 白根高校 - 徳洲会病院 - 市立美術館 - 南アルプス市役所 - 甲西支所 - 東花輪駅

この他に広河原 - 北沢峠間を結ぶ南アルプス市営バスが存在しており、登山シーズンに限り運行されている。

#### 高速バス
中央高速バス
- 身延線：バスタ新宿（新宿駅南口） - 中央道日野 - 上今諏訪 - 白根IC西 - 桃園 - 南アルプス市役所 - 古市場 - （身延）
- 中央市・南アルプス市線：バスタ新宿（新宿駅南口） - 中央道日野 - 南アルプスIC - 南アルプス消防署 - 熊野上宿 - 六科 - 南アルプス市・八田(運休中)

いずれもバスタ新宿方面のみ乗降可。

### 道路

#### 高速道路
- E52中部横断自動車道：南アルプスIC - 白根IC
  - 桃花橋 - 市内の飯野にあるピンク色のループ橋。果樹地帯の景色の中に突如現れ、ムダな公共事業の例として槍玉に挙げられることも多い。市内および白根インターチェンジから芦安方面に至るには眺望がよく便利なルートでもある。
- 新山梨環状道路

#### 国道
- 国道52号
- 国道140号

#### 県道
主要地方道
- 山梨県道5号甲府南アルプス線
- 山梨県道12号韮崎南アルプス中央線
- 山梨県道20号甲斐早川線
- 山梨県道26号富士川南アルプス線
- 山梨県道37号南アルプス公園線
- 山梨県道42号韮崎南アルプス富士川線

一般県道
- 山梨県道105号一軒茶屋荊沢線
- 山梨県道107号飯野新田白根線
- 山梨県道108号県民の森公園線
- 山梨県道110号桃園市之瀬線
- 山梨県道114号南アルプス甲斐自転車道線
- 山梨県道116号臼井阿原竜王線
- 山梨県道118号南アルプス甲斐線

#### 林道
- 県営南アルプス林道

#### 道の駅
- 道の駅しらね

## 教育

### 高等学校
県立
- 山梨県立巨摩高等学校
- 山梨県立白根高等学校

### 中学校
市立
- 南アルプス市立八田中学校
- 南アルプス市立白根巨摩中学校
- 南アルプス市立白根御勅使中学校
- 南アルプス市立芦安中学校
- 南アルプス市立櫛形中学校
- 南アルプス市立甲西中学校

市立(一貫校)
- 小中一貫校南アルプス市立若草中学校

私立
- 南アルプス子どもの村中学校※小中併設

### 小学校
市立
- 南アルプス市立八田小学校
- 南アルプス市立白根源小学校
- 南アルプス市立白根飯野小学校
- 南アルプス市立白根東小学校
- 南アルプス市立白根百田小学校
- 南アルプス市立芦安小学校
- 南アルプス市立若草南小学校
- 南アルプス市立小笠原小学校
- 南アルプス市立櫛形北小学校
- 南アルプス市立櫛形西小学校
- 南アルプス市立豊小学校
- 南アルプス市立落合小学校
- 南アルプス市立大明小学校
- 南アルプス市立南湖小学校

市立(一貫校)
- 小中一貫校南アルプス市立若草小学校

私立
- 南アルプス子どもの村小学校※小中併設

### 特別支援学校
県立
- 山梨県立わかば支援学校

### 自動車学校
- 小笠原自動車教習所
- 山梨自動車学校

## 観光

### 名所・旧跡
主な城郭
- 富田城

主な寺院
- 古長禅寺
- 深向院
- 長谷寺
- 長遠寺
- 伝嗣院
- 法善寺
- 妙了寺
- 妙蓮寺

主な神社
- 上宮地八幡神社
- 曲輪田諏訪神社
- 高尾穂見神社 - (高尾穂見神社太太神楽は県指定無形民俗文化財)

主な遺跡
- 油田遺跡
- 鋳物師屋遺跡
- 大師東丹保遺跡
- 百々遺跡
- 宮沢中村遺跡
- 物見塚古墳

主な史跡
- 安藤家住宅（国の重要文化財）

### 観光スポット
自然
- 北岳（日本2位の高峰）
- 夜叉神峠
- 櫛形山
- 古長禅寺のビャクシン（国の天然記念物）
- 三恵の大ケヤキ（国の天然記念物）
- エコパ伊奈ヶ湖

温泉
- 芦安温泉
  - 金山沢温泉
- やまなみの湯
- 遊・湯ふれあい公園

公園
- 塩沢渓谷河川公園

文化施設
- ふるさと文化伝承館 - 南アルプス市
- 南アルプス市立美術館
- 若草瓦会館
- 南アルプス芦安山岳館

## 文化・名物

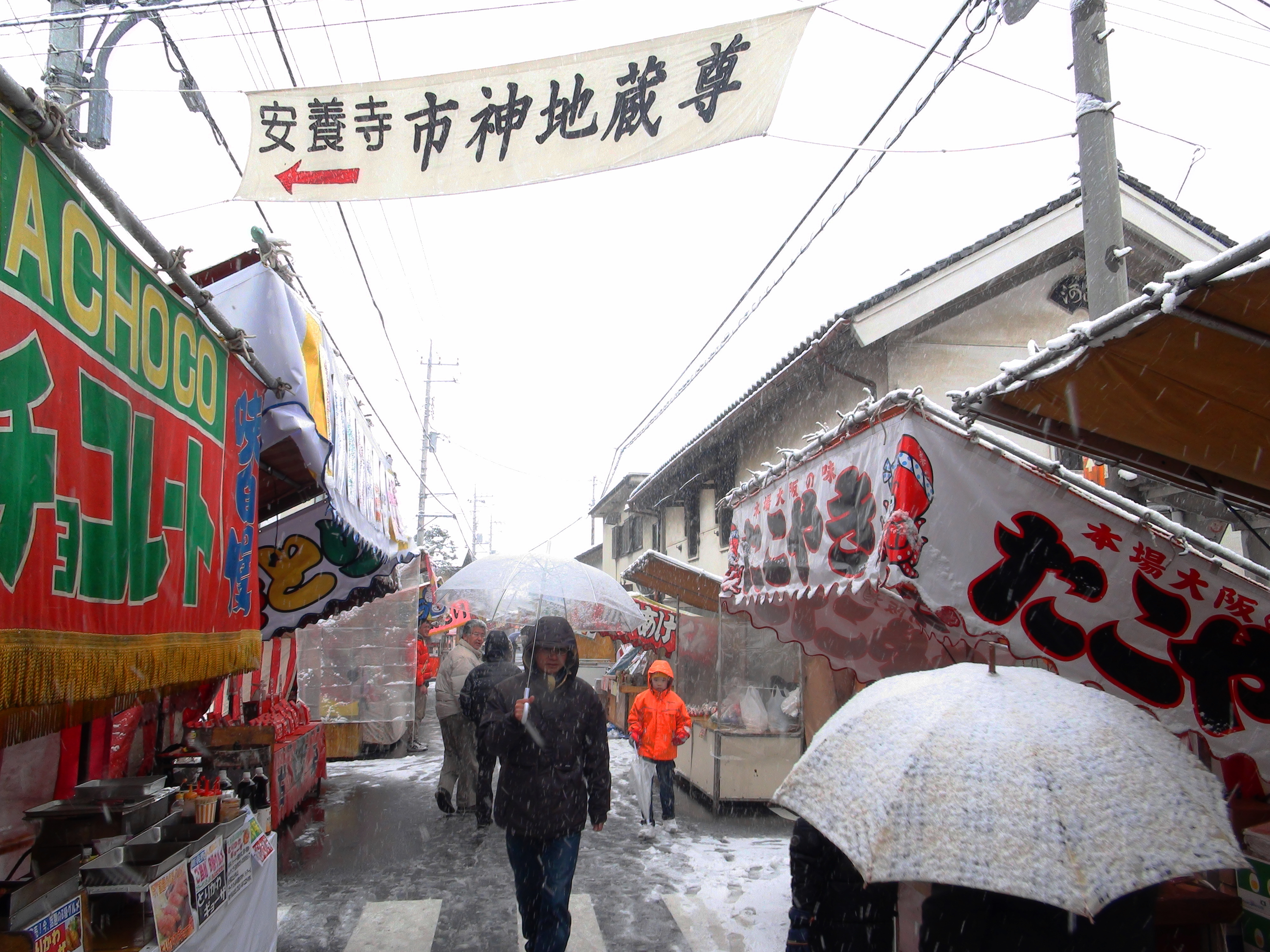
十日市祭り

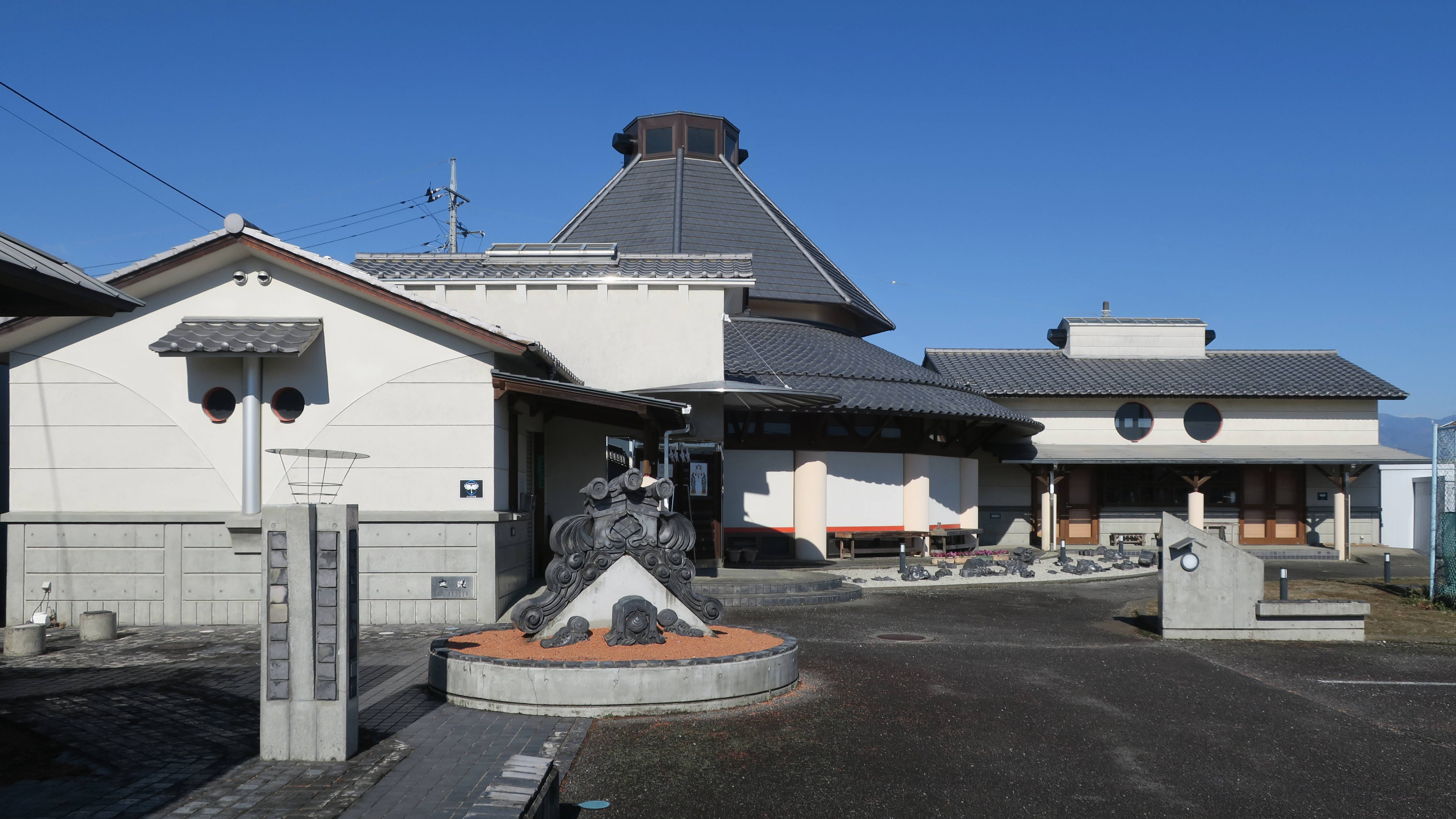
若草瓦会館

### 祭事・催事
- 十日市祭り

### 名産・特産
- 甲斐犬
- 南アルプス特産品企業組合・ほたるみ館
- 鬼瓦（甲州鬼瓦、甲州鬼面瓦）（加賀美） - 江戸時代に三州瓦の技術を取り入れ発展。瓦作りに適した良質な粘土と水が容易に調達可能であり、山梨一の瓦の産地として1950年頃に最盛期を迎えるも衰退。若草瓦会館にて伝統をつないでいる[7]。

## 出身関連著名人
- 金丸信 - 元副総理、衆議院議員、自由民主党元副総裁。
- 若尾逸平 - 実業家、銀行家、政治家。初代甲府市長。甲州財閥の中心的存在。
- 若尾幾造 (初代)・若尾幾造 (2代) - 実業家
- 河西豊太郎 - 実業家、衆議院議員
- 福田修二 - 実業家、元太平洋セメント社長、元セメント協会会長
- 内藤多仲 - 建築家、建築学者。歌舞伎座・東京タワーなどの構造設計を担当。
- 名取春仙 - 版画家、日本画家。南アルプス市立春仙美術館で作品を展示。
- 小田切美文 - 物理学者、統計学者、情報学者。元専修大学学長。石巻専修大学初代学長。
- 河西昌枝 - 元バレーボール選手。「東洋の魔女」の主将。
- 河野公平 - プロボクサー、元WBA世界スーパーフライ級王者。本籍地が南アルプス市[8]。
- 小林喜光 - 三菱ケミカルホールディングス社長、三菱化学社長
- 矢崎光圀 - 法哲学者
- 福田甲子雄 - 俳人
- 村松栄紀 - レーシングドライバー
- 土屋佑壱（旧芸名・本名：土屋裕一） - 俳優
- 藤本えみり - ラジオパーソナリティ
- 白根山宗則 - 元大相撲力士
- 中沢伸二 - 元プロ野球選手
- 芦沢真矢 - 元プロ野球選手
- 高部聖 - 元サッカー選手
- 山内康太 - サッカー選手
- 原桂子 - バレーボール選手
- 藤尾香織（旧姓：千葉） - ホッケー選手
- 浅利そのみ - フリーアナウンサー、元FM FUJI・TOKYO FMアナウンサー
- 中込真理子 - フリーアナウンサー、元山梨放送アナウンサー
- 田中真尋 - 元山梨放送ニュースキャスター[9]
- 新土裕二 - 大日本プロレス・リングアナウンサー
- 和田竜光 - 総合格闘家
- 末広純 - AV女優
- 竹田ゆめ - AV女優
- 芦澤竜誠[10] - キックボクサー